# Fernando Nadra
Fernando Nadra (San Miguel de Tucumán, 29 de junio de 1916 – Buenos Aires, 22 de agosto de 1995) fue abogado, periodista, ensayista y orador argentino. También, uno de los máximos líderes del Partido Comunista Argentino. 
Desde su posición ideológica marxista, participó en todos los debates y luchas populares de su tiempo. Su vocación de unir y buscar acuerdos entre diversos sectores políticos a través de un diálogo plural –además de sus dotes de organizador y propagandista colectivo– lo diferenciaron del resto de los dirigentes de izquierda de su época.
Como la de muchos de sus contemporáneos, su vida se vio atravesada por años de persecuciones, cárcel, ilegalidad, expulsiones y censura.

## Infancia y juventud
Nadra nació en el seno de una familia de inmigrantes sirios que arribaron a principios del siglo XX a San Miguel de Tucumán. Su madre, Nabiha Louis, era maestra en su ciudad natal, Damasco. Su padre, Nallib Nadra, nativo de la cercana Homs hizo una importante fortuna en el país: comenzó como un modesto comerciante en telas, pero llegó a ser el primer representante de Fiat en el noroeste y, finalmente, se dedicó a la industria azucarera.
Fernando Nadra se destacó desde su adolescencia en la vida social y cultural de su provincia. En 1938, con 22 años,  publicó su primer libro de poemas, “Visión de Cumbre”. Uno de los poemas de ese libro fue incluido y analizado en el tomo dedicado a la Argentina de una obra británica sobre el impacto de la Guerra Civil Española en la intelectualidad de diecinueve países hispanoamericanos.
Años más tarde, en 1943, fue uno de los iniciadores del movimiento poético y cultural del Noroeste Argentino, gravitante en Tucumán y conocido como La Carpa. Este movimiento también incluyó como figuras a Raúl Galán, Manuel J. Castilla, Raúl Aráoz Anzoátegui, María Adela Agudo, Nicandro Pereyra, Julio Ardiles Gray y José Fernández Molina.

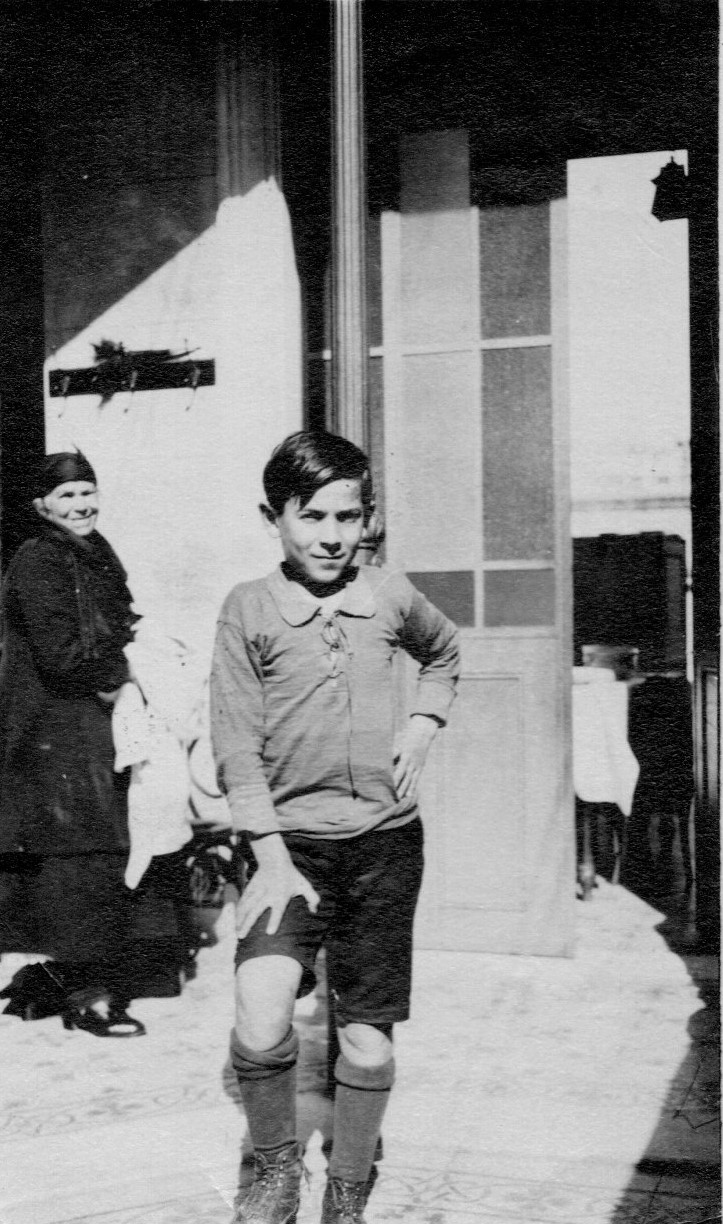
Tucumán, 1927. Fernando Nadra en el patio de su casa. Detrás, una tía con atuendo típico árabe

## Dirigente estudiantil
Nadra comenzó su vida política a los 14 años, como dirigente en la toma del Colegio Nacional Mitre, en la ciudad de Tucumán, ocasión en la que fue detenido violentamente por la policía local, en la famosa huelga estudiantil del año 1932, en cuya organización participaría acompañado por futuros dirigentes políticos, entre ellos, Celestino Gelsi. Poco después fue designado presidente de la Federación de Estudiantes Secundarios de Tucumán.

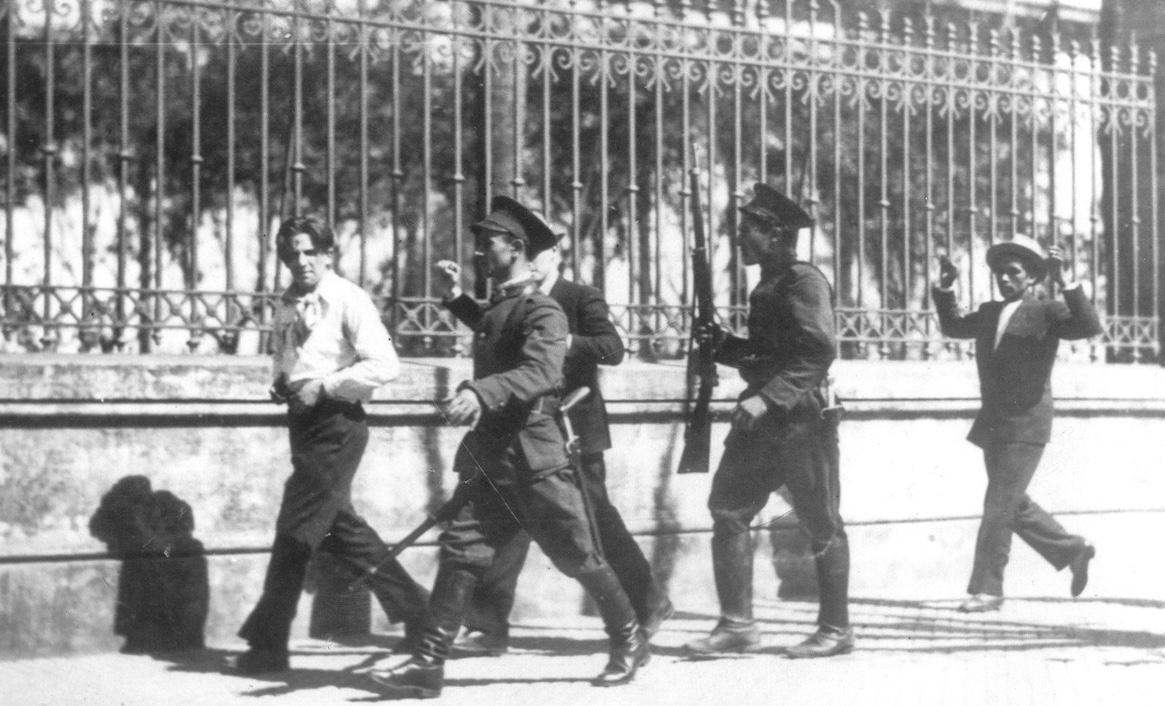
Tucumán, 1930. Fernando Nadra es detenido luego de la toma del Colegio Nacional Mitre

Estudió en la Facultad de Derecho de la Universidad Nacional de Córdoba (UNC), cuyo comedor universitario promovió e inauguró. Allí fue elegido secretario y luego presidente del Centro de Estudiantes y, finalmente, de la Federación Universitaria de Córdoba (FUC). En ese carácter despidió, en junio de 1942, los restos de su mentor y amigo Deodoro Roca, la figura principal de la Reforma Universitaria de 1918.
Entre 1937 y 1939, fue titular de la Federación Universitaria Argentina (FUA) y tuvo un papel decisivo como vocero de las posiciones antifascistas en III Congreso Nacional de Estudiantes,  convocado por la FUA en Córdoba, los días 3, 4 y 5 de octubre de 1942.
En 1941, la Alemania nazi exigió al presidente Ramón S. Castillo la intervención federal de la provincia de Córdoba y la detención de Nadra, luego de que este reclamara –al frente de una multitudinaria manifestación el día de la Bandera Argentina– que la enseña nazi fuera reemplazada por la nacional. El reclamo fue rechazado por la guardia armada del lugar. El periódico local "Córdoba" describió la reacción del dirigente estudiantil del siguiente modo:

el joven estudiante que había subido y que alcanzó un extremo de la bandera nazi, se colgó de ésta y sin soltarla saltó a la acera. El peso del cuerpo hizo que el asta de la bandera se quebrara cayendo todo al suelo, donde fue recogida por los manifestantes que en aquel mismo momento la destrozaron.

## Vida personal y profesional, y afiliación al Partido Comunista

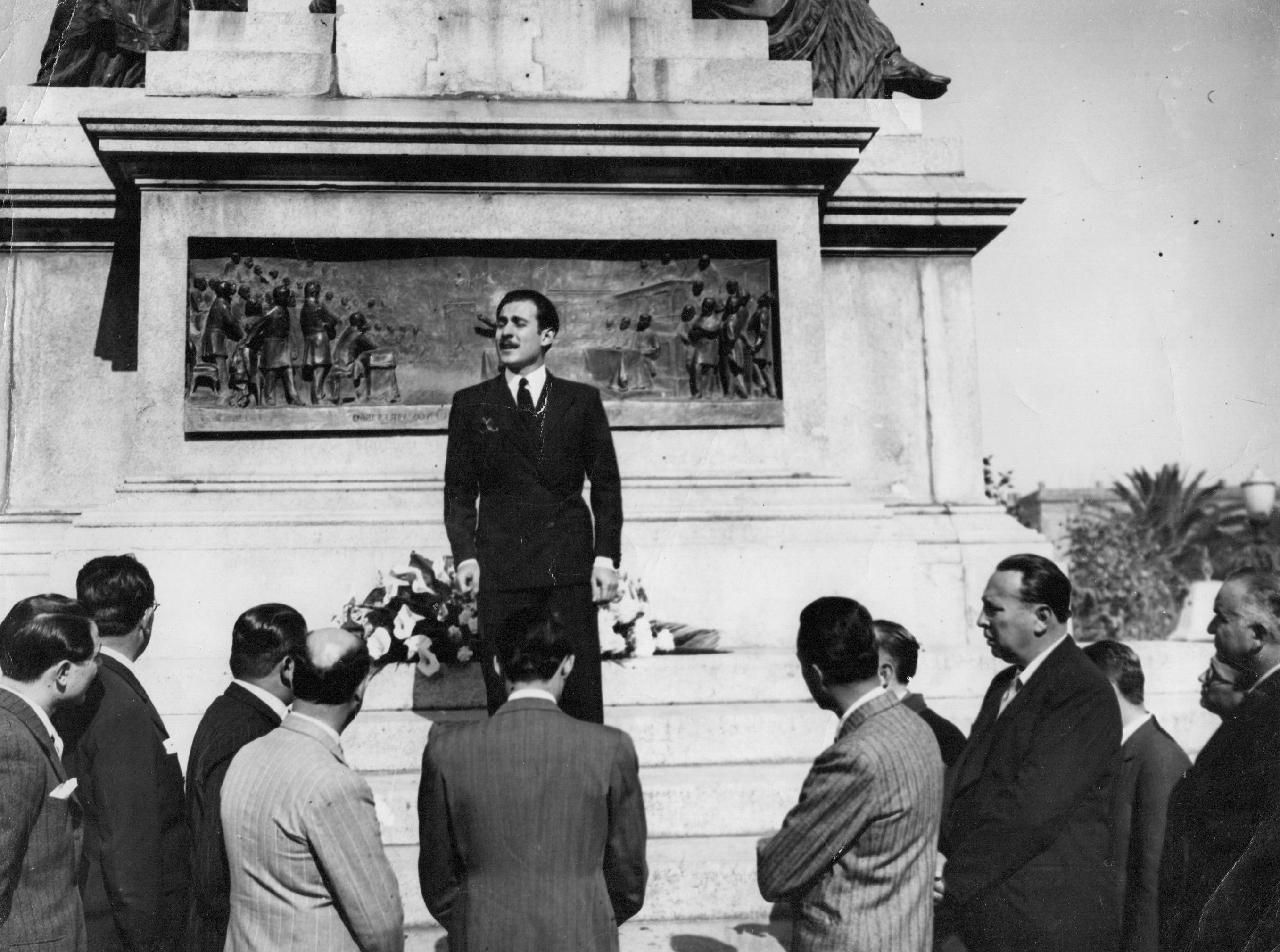
Córdoba, 1941, presidente de la FUC

En el contexto de la movilización juvenil antifascista, Fernando Nadra se afilió al PC en 1939. Aunque esta decisión fue cuestionada por parte de su familia, el compromiso de Nadra lo llevó a, finalmente, renunciar a su fortuna personal. Estos activos pasaron a ser gestionados por el llamado Directorio, un sector de trabajo clandestino del PC, que tuvo como integrante a José Ber Gelbard, quien más tarde fue ministro de Economía de Perón. El Directorio tejió un complejo entramado de empresas que incluían desde laboratorios hasta medios de comunicación y la embotelladora de Coca Cola en la Argentina.
En 1945, tras varios encarcelamientos y dos años de expulsión de la Universidad Nacional de Córdoba,  Nadra rindió libre su último año de facultad y se graduó de abogado, profesión que ejerció durante seis años. En ese lapso, también integró el Comité Provincial del PC tucumano, donde se desempeñó como secretario de educación y propaganda. Fue uno de los principales líderes comunistas que apoyaron la confluencia de los partidos políticos provinciales para enfrentar al Partido Laborista y a los radicales de la Junta Renovadora, que llevaban la candidatura de Juan Domingo Perón a la presidencia y la de Carlos Domínguez a la gobernación de la provincia. 
En las elecciones de febrero de 1946, fue candidato a diputado nacional por la Unión Democrática, ocasión en la que perdió por un centenar de votos. Tras el triunfo del peronismo, cuando el PC convocó su XI Congreso en Buenos Aires, Nadra asistió como delegado.

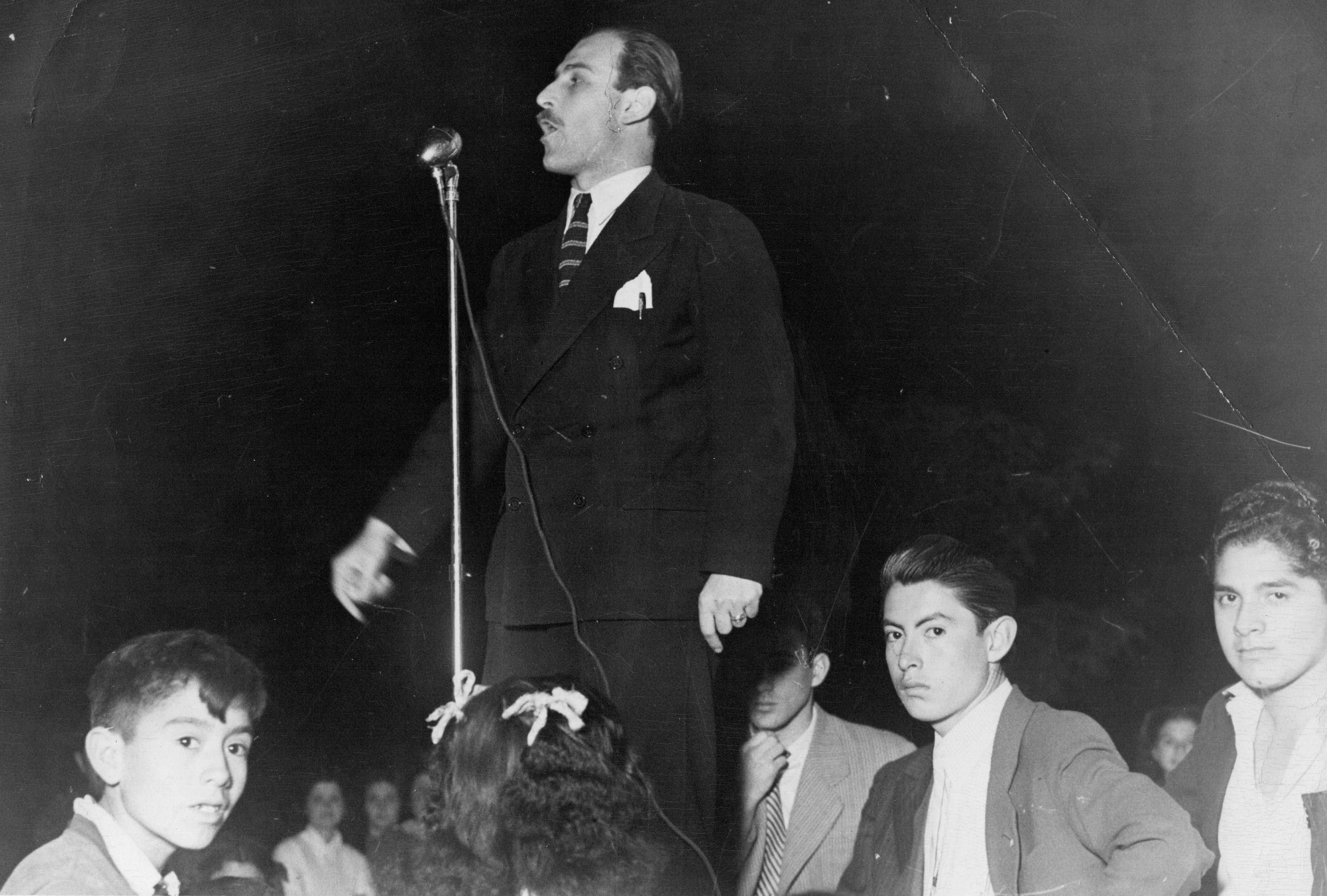
Fernando Nadra en Tucumán, 1946. Acto público como candidato a diputado nacional

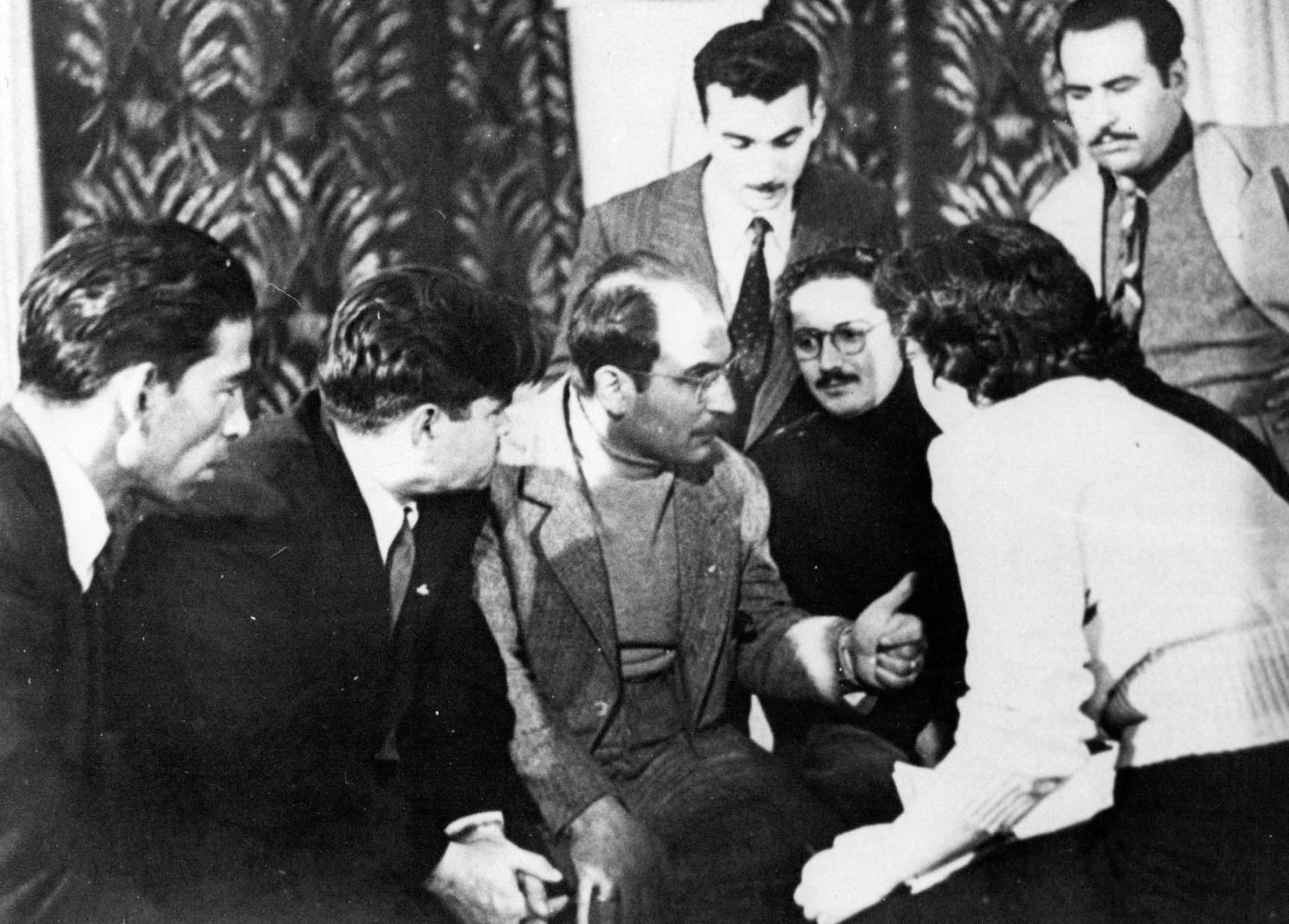
Fernando Nadra en Varsovia, 1950 en ocasión del Primer Congreso de la Paz. A su lado, a la izquierda el héroe de la aviación soviética Alekséi Marésiev, cuya historia fue inmortalizada por Boris Polevoi en la novela Un hombre de Verdad

También en 1946, se casó con la cordobesa Zulma Beltramone y comenzó a vivir en la ciudad de Buenos Aires, donde se desempeñó como integrante del Comité Capital del PC y pasó la mayor parte del gobierno de Perón en la clandestinidad, perseguido por las fuerzas policiales.

## Apoyo a la Revolución Cubana
En abril de 1960, 13 meses después de la revolución cubana y un año antes que Fidel Castro proclamara su carácter de socialista, Nadra encabezó la delegación argentina al “Primer Encuentro Latinoamericano de Solidaridad con Cuba” en La Habana. La delegación también estaba integrada por John W. Cooke, Abel Alexis Lattendorf y Lisandro Viale. En ese contexto, redactó el documento final de la jornada junto a Salvador Allende y David Alfaro Siqueiros, y mantuvo dos encuentros con Ernesto "Che" Guevara.
Al regresar a la Argentina, Nadra publicó el folleto "Cuba, fragua revolucionaria". Su posición en defensa del proceso cubano lo enfrentó a un sector de la dirección comunista, que tenía fuertes diferencias con la estrategia continental de Cuba.
El 20 de julio de 1960 participó de una mesa redonda sobre la revolución cubana, en la Facultad de Derecho de la UBA,  junto Silvio Frondizi, Miguel Ángel Asturias, Alexis Lattendorf y Lisandro Viale. Al finalizar este encuentro, fue detenido por la Policía Federal y, posteriormente, encarcelado en la Penitenciaría Nacional (o Cárcel de Las Heras). Desde Las Heras, trasladaron a Nadra a la cárcel de Caseros, donde compartió celda,  y forjó amistad, con los líderes sindicales y de la Resistencia Peronista, Sebastián Borro y Andrés Framini. Por casi dos años, Nadra siguió detenido y lo trasladaron a distintas prisiones, algunas de ellas en el sur, donde su salud sufrió importantes deterioros.
Durante este período, varios familiares de presos políticos –entre los que se encontraba la esposa de Nadra, Zulma Beltramone– conformaron la Comisión de Familiares de Detenidos Políticos y Gremiales (COFADE) con el fin de asistir solidaria y legalmente a los detenidos por aplicación del Plan Conmoción Interna del Estado (CONINTES), principalmente peronistas y comunistas.
En el marco de una entrevista de la esposa de Nadra con Frondizi, de antigua relación personal con el detenido, el presidente le expresó: ““No puedo hacer nada, es un preso de la embajada de EEUU y de la CIA. Dicen que lo enviaron Fidel y Guevara para organizar la guerrilla en nuestro país”.

## Diálogo entre católicos y marxistas
El 18 de octubre de 1965, Nadra inauguró, junto al padre Carlos Mugica, el Diálogo entre católicos y marxistas en el Aula Magna de la Facultad de Filosofía y Letras de la UBA. En el encuentro también participaron Juan Rosales –el principal cuadro del PC especializado en la Iglesia Católica– y el laico católico Guillermo Tedeschi.

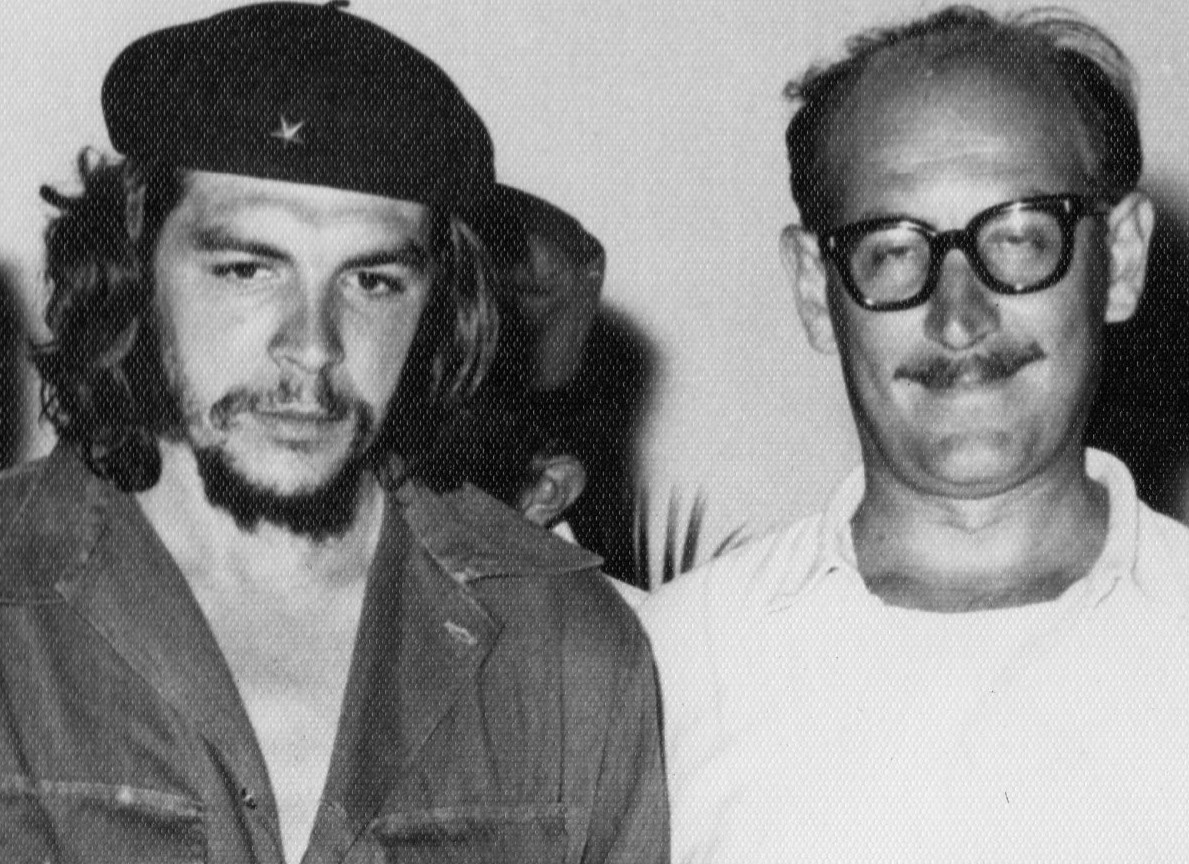
Fernando Nadra en Cuba, La Habana, mayo de 1960. Con el Che Guevara

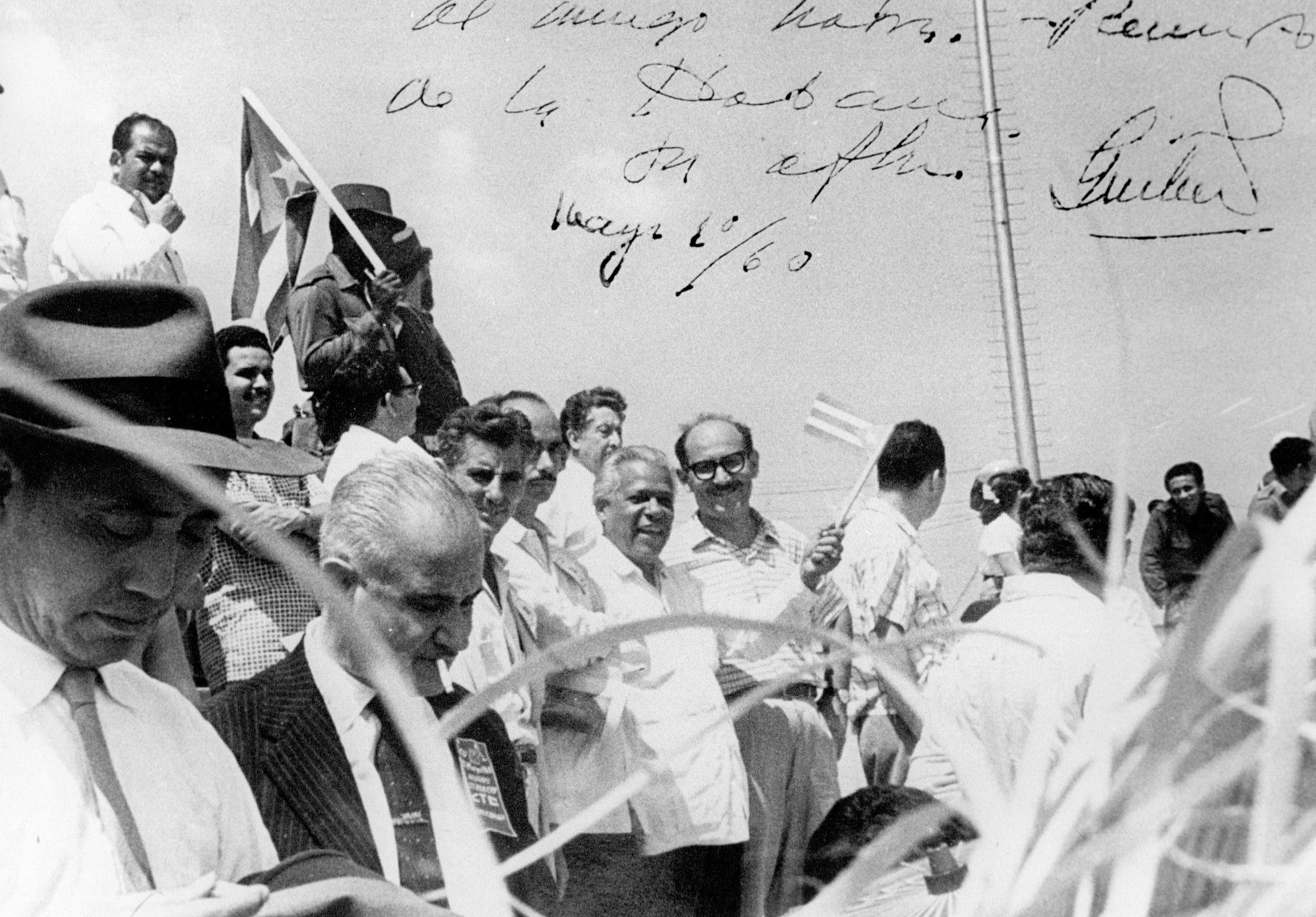
Fernando Nadra en Cuba, La Habana, mayo de 1960. Con su amigo, el poeta Nicolás Guillen

En esa ocasión –en línea con el proceso mundial en este sentido–, tanto Mugica como Nadra reconocieron los elementos comunes que existían entre algunos valores del marxismo y el cristianismo, en especial, la crítica al impacto del sistema económico capitalista sobre los sectores más humildes. También se comprometieron a dialogar y trabajar para “terminar con la carestía de la vida, la miseria, la súperexplotación, la falta de libertades democráticas para todos […], resolver juntos los problemas nacionales [y]  crear […] un nuevo tipo de gobierno, auténticamente democrático y popular”.

## La dictadura de la “Revolución Argentina”
Durante el régimen militar que transcurrió entre 1966 y 1973, Nadra se desempeñó como secretario de Propaganda Nacional del PC. El gobierno de facto proscribió los partidos políticos e impuso la llamada ley 17401, “de represión del comunismo”. En este contexto, Nadra pasó nuevamente a la clandestinidad, aunque supervisó las acciones de agitación por comandos y en “movimiento de masas” que llevó a cabo su partido. En la agitación por comandos se destaca la voladura de catorce supermercados Minimax, de la familia de David Rockefeller, en junio de 1969. Los “movimientos de masas”, con un fuerte componente de violencia popular de resistencia, tuvieron sus expresiones más reconocidas en eventos como el “Cordobazo” y otras rebeliones provinciales.

## El triunfo deHéctor Cámporay el apoyo a la candidatura dePerón

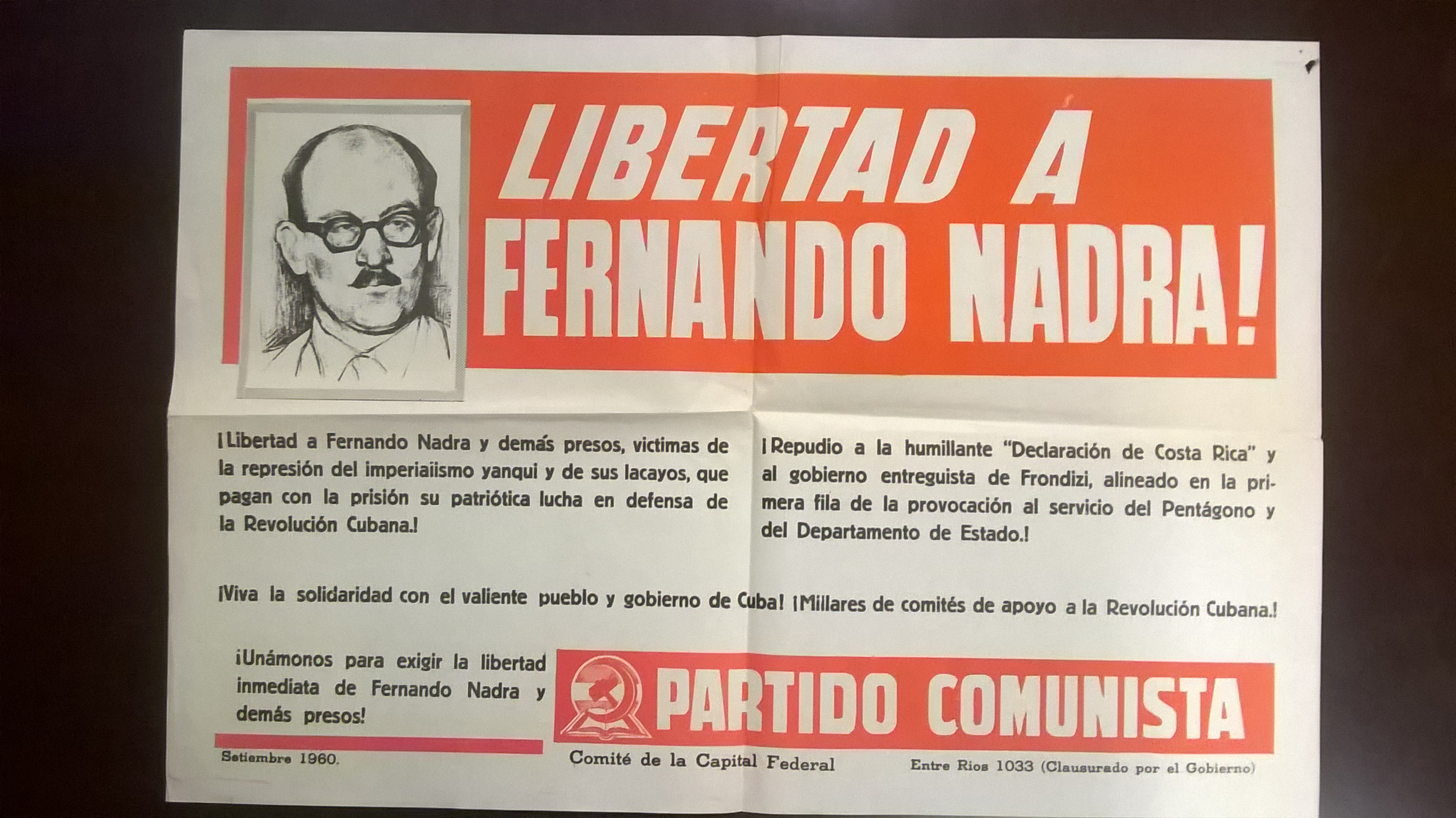
Afiche callejero por la libertad de Nadra y demás presos políticos, 1960

Entre 1970 y 1973, desde el PC, Nadra estuvo en contra de La Hora del Pueblo, integrada por los partidos tradicionales para negociar un acuerdo con el Teniente General Alejandro Agustín Lanusse que permitiera una salida electoral. Nadra, por el contrario, apoyaba el Encuentro Nacional de los Argentinos por las Libertades Democráticas y los Derechos Humanos (ENA), dirigido por representantes de varios partidos políticos, sindicatos y organizaciones sociales, y que tenía como propósito luchar por la vigencia efectiva de las libertades y los derechos democráticos sin exclusión de partidos o dirigentes políticos.

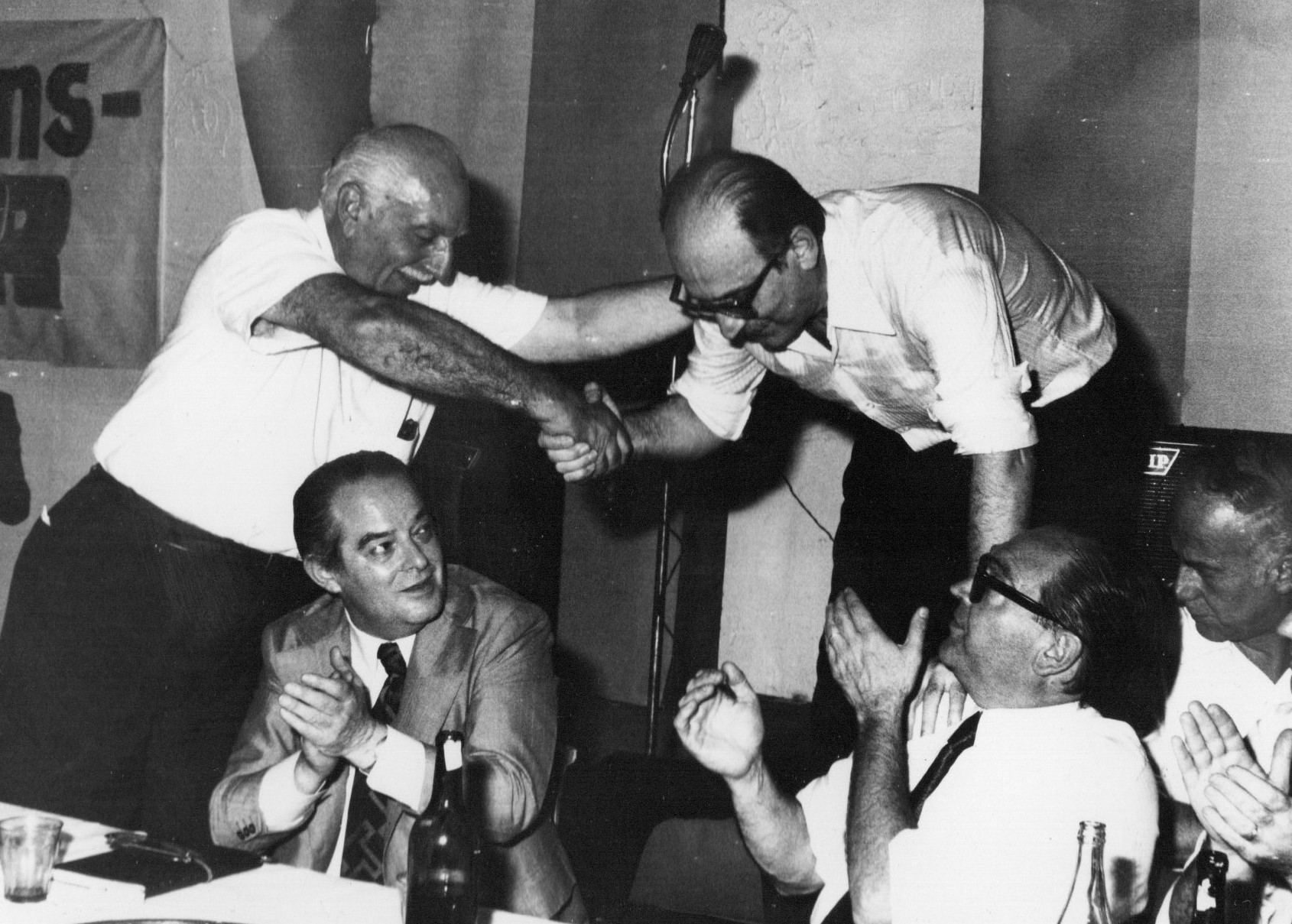
Fernando Nadra en un acto de la APR en Fortín 0, 28-02-73, con Oscar Alende y Rafael Marino

Cuando el gobierno de facto decidió una “salida electoral condicionada”, sin la participación de Perón y con el PC proscripto, Nadra impulsó la conformación de un frente amplio con el peronismo. Sin embargo, el partido justicialista resistió la participación de los comunistas en los dos frentes que armó con otras fuerzas políticas: el Frente Cívico de Liberación Nacional (FRECILINA) y el Frente Justicialista de Liberación (FREJULI), con el que finalmente se presentaría a las elecciones de 1973.
En este contexto, Nadra impulsó al PC a aliarse con el Partido Intransigente (PI), el Partido Revolucionario Cristiano y la Unión del Pueblo Argentino (Udelpa) en la Alianza Popular Revolucionaria (APR). Al presentarse en las elecciones presidenciales de 1973, con la fórmula Oscar Alende-Horacio Sueldo, esta alianza obtuvo casi un millón de votos y decenas de diputados nacionales, provinciales y concejales.
Ese año, designaron a Nadra como director de Nuestra Palabra, el periódico del Comité Central del PC. Hasta que la publicación fue prohibida por la dictadura militar de 1976-1983 –su sede fue ametrallada por las fuerzas parapoliciales el 24 de marzo de 1976– los editoriales de Nadra analizaron los principales acontecimientos de la vida política argentina.
Luego de la renuncia de Cámpora el 13 de julio de 1973, Nadra ofició como vocero del PC en su apoyo a la candidatura de Juan Perón.
Luego del triunfo de Perón, Nadra mantuvo una serie de entrevistas con el presidente, tanto bilaterales como en conjunto con otros dirigentes del PC y de otras fuerzas políticas no oficialistas, pero con representación parlamentaria (el PST, el PI y la UCR, entre otros que integraban el llamado “Grupo de los 8”). Nadra concebía estas reuniones –que no se repitieron después de la muerte de Perón– como el inicio de un Consejo de Estado para hallar soluciones de consenso para los principales problemas del país; como un espacio para transmitir críticas, preocupaciones y propuestas, tanto del PC como de otros partidos.

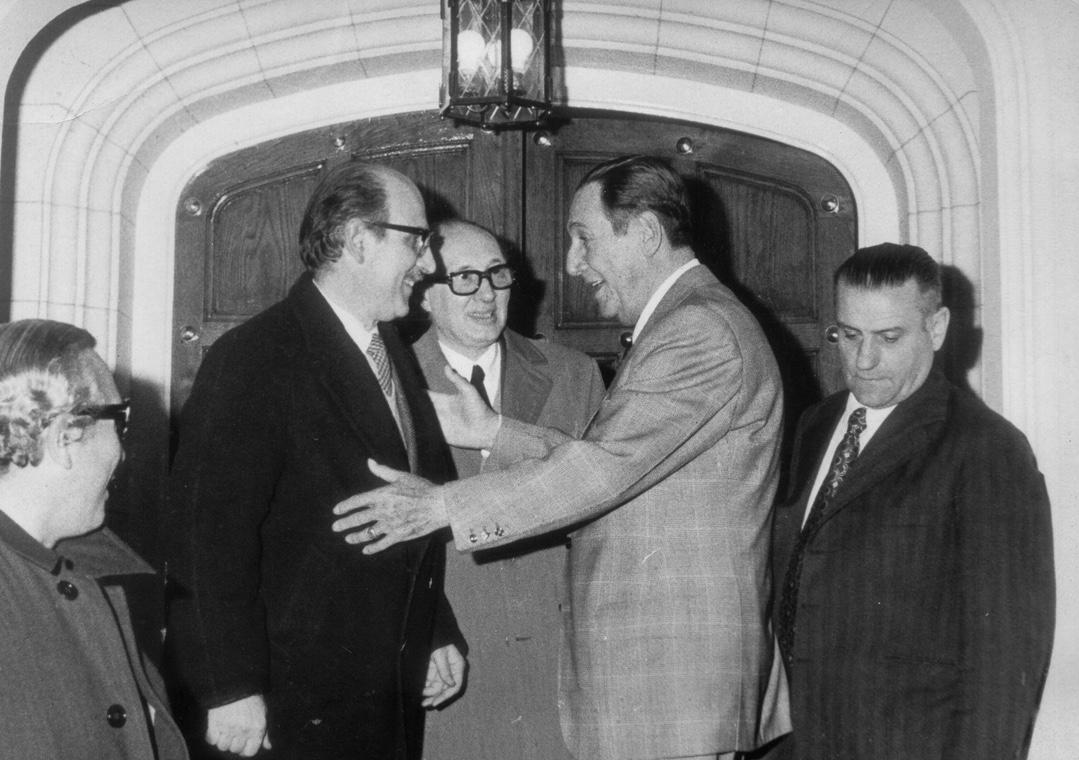
Fernando Nadra con Gaspar Campos, 1973, con Peron, R. Iscaro y H. Agosti

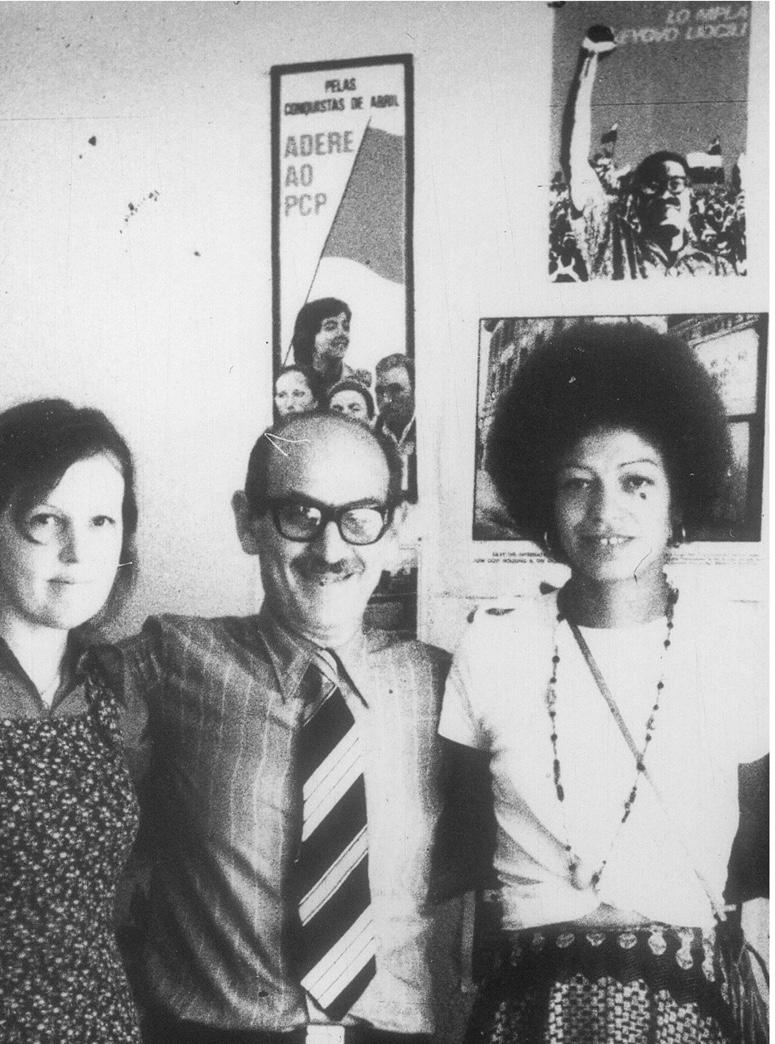
Fernando Nadra en San Francisco, EE. UU., 1978, con Angela Davis

Asimismo, entre 1974 y 1976 sufrió numerosas amenazas de la Alianza Anticomunista Argentina (Tiple A), avalada por una parte del gobierno peronista. También se convirtió en blanco permanente de los ataques de la revista El Caudillo, de la ultraderecha peronista.

## La dictadura cívico-militar de 1976-1983
Con la agudización de la crisis económica y política durante la presidencia de Isabel Martínez de Perón y el ascenso al poder de varios gobiernos dictatoriales en Sudamérica, Nadra advertía sobre la posibilidad de un nuevo golpe militar en la Argentina: “un baño de sangre – como el de Chile–, el peligro de una guerra civil y la implantación de una dictadura como la que, con ligeras variantes, impera en cinco países que nos rodean […] Una política contra el pueblo y la Nación […]“¿No es suficiente la dolorosa experiencia de 1930, 1943, 1955 y 1966?.
En este contexto, Nadra apoyó la propuesta comunista de enfrentar un eventual golpe de Estado con la constitución de un “gabinete de amplia coalición democrática, cívico-militar” que sirviera de transición hacia unas inminentes elecciones. Es posible que esta postura fuera consecuencia de una valoración sobredimensionada de la información brindada por militares afiliados al PC a la luz de experiencias como la Revolución de los Claveles en Portugal y la de los generales Juan José Torres en Bolivia, Juan Velasco Alvarado en Perú y Omar Torrijos en Panamá o René Schneider y Carlos Prats, de la fallida “línea legalista” del ejército chileno.
La falta de un cuestionamiento frontal del PC hacia la dictadura quedó evidenciada en las declaraciones del partido que describían a la dictadura que comenzó en 1976 como un escenario menos cruento para el país que una alternativa de corte pinochetista. Esta última aparecía como posible sobre la base de lo que el PC percibía como matices en disputa, dentro de las fuerzas armadas argentinas, sobre la manera de ejecutar un golpe de Estado.
Aunque Nadra –en una minoría compartida con Rodolfo Ghioldi y Héctor Agosti– disentía con esta postura de la mayoría de la dirección comunista, su lealtad al partido lo había compelido a acatar esa postura e incluso defenderla oficialmente como vocero. En ese sentido, en la década de 1980, haría una profunda autocrítica sobre lo ingenuo del objetivo del PC de apostar a profundizar estas diferencias y sobre la falla en hacer, desde el principio, una denuncia explícita del carácter terrorista del régimen.
Aunque la postura política oficial de la dirección del PC nunca condenara abiertamente al gobierno militar, al mismo tiempo, el partido organizó una activa participación en la resistencia gremial, estudiantil y barrial ante la dictadura militar. En el plano de los derechos humanos, auspició las primeras reuniones de los Familiares de Desaparecidos y Detenidos por Razones Políticas y las Madres de Plaza de Mayo en la sede de la Liga Argentina por los Derechos del Hombre. En este contexto, Nadra fue miembro del Consejo de la Presidencia de la Asamblea Permanente por los Derechos Humanos (APDH) y decenas de familiares de desaparecidos acudieron a él y reconocieron su activa solidaridad y su intercesión ante las autoridades en decenas de casos.
Asimismo, en 1979 Nadra mantuvo una entrevista con la Comisión Interamericana por los Derechos Humanos de la OEA (CIDH) para suministrarle información sobre los Centros Clandestinos de Detención (CCD) y la participación de las Fuerzas Armadas en el secuestro y desaparición de la estudiante comunista Inés Ollero, lo que permitió transformarlo en el “caso piloto” de denuncia internacional del terrorismo de Estado en la Argentina.

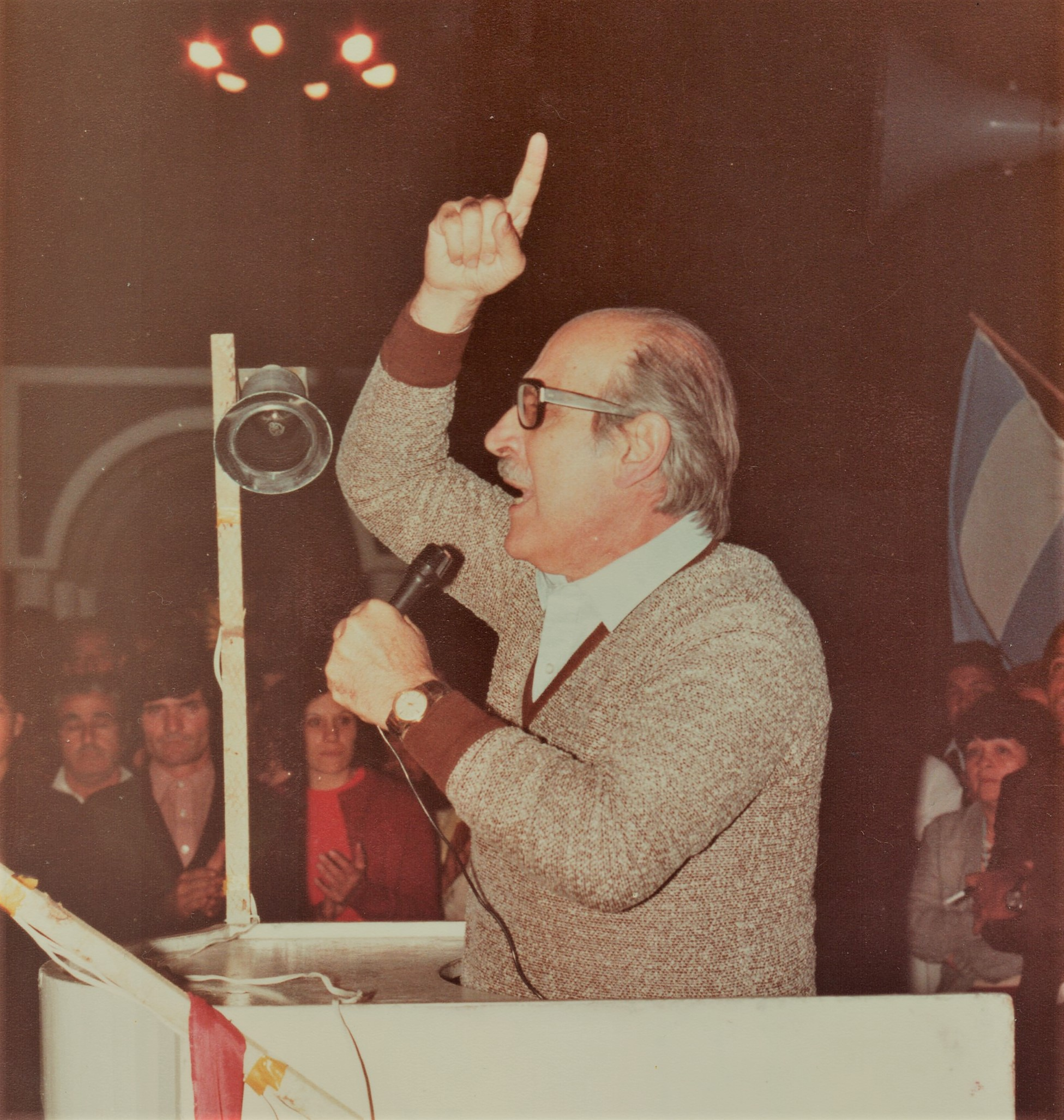
Fernando Nadra en un acto en la plaza principal de Lanús, elecciones de 1983

El gobierno militar incluyó a Nadra en la “Fórmula 4” –el grado con mayor “peligrosidad”– de las “listas negras”, con las que prohibía que los “subversivos” integraran la administración pública o aparecieran en los medios de comunicación. Consecuentemente, varios de los libros de Nadra estuvieron entre aquellos prohibidos y destruidos por el régimen.

## La Multipartidaria y el retorno a la democracia
Entre 1976 y 1983, como responsable de las relaciones políticas del PC, Nadra dedicó sus esfuerzos a dos temas principales: la defensa de los derechos humanos y el fomento del diálogo entre los partidos políticos y los sectores sociales para abrir camino a la democracia.
En esta última tarea, fue uno de los principales gestores de la Multipartidaria, aunque diferencias de fondo con el radicalismo de Ricardo Balbín y un sector de la democracia cristiana condujeron a que el PC quedara excluido de la convocatoria formal en 1981.
La amistad de Nadra con Raúl Alfonsín, no impidió que Nadra acompañase el apoyo del PC a la fórmula presidencial peronista, ni la oposición general de su partido al gobierno del radical, en especial a medida que avanzaba su mandato. Así, en 1987, Nadra rechazó enérgicamente la sanción de las leyes de Punto Final y Obediencia Debida, a las que consideró graves concesiones en el plano de los derechos humanos. También se opuso al rumbo económico adoptado por el gobierno después del desplazamiento de Bernardo Grispun y la designación de Juan Sourrouille al frente de ministerio de Economía. De hecho, cuando el presidente anunció una “economía de guerra”, durante una movilización convocada el 26 de abril de 1985 para defender la democracia, Nadra encabezó las nutridas columnas comunistas que dejaron la Plaza de Mayo.
Sin embargo, Nadra también participó en los actos de apoyo de su partido a la política exterior diferenciada del rumbo de Estados Unidos y a la decisión de juzgar a las Juntas Militares. Además, habló junto al presidente Alfonsín y al Ministro de Cultura de Nicaragua, Ernesto Cardenal, en un acto en el estadio de Vélez Sarsfield, a favor del acuerdo de paz con Chile por el canal de Beagle.
Para las elecciones legislativas del 23 de noviembre de 1985, Nadra encabezó la lista porteña de diputados nacionales del Frente del Pueblo (FREPU), una alianza electoral del PC con el trotskismo, sectores combativos del peronismo y un amplio abanico de figuras de la izquierda no tradicional, que él mismo impulsó. Junto a Nadra, se postulaban como diputados Luis Zamora (del MAS), Eduardo Soares (del Movimiento Peronista 26 de Julio), David Tieffenberg  (del Partido Socialista), Mario Geller (del Partido de la Liberación, sucesor de Vanguardia Comunista), y Lucas Orfano (del peronismo y fundador de Familiares de Desaparecidos y Detenidos por Razones Políticas).

## Renuncia al Partido Comunista
Desde mediados de la década de 1980, Nadra comenzó a trabajar con sectores de la Federación Juvenil Comunista (FJC) en una revisión de diversos aspectos las posiciones históricas y contemporáneas del PC. En 1985 dirigió la comisión del partido que redactó las tesis preparatorias para su XVI Congreso, a las que imbuyó de un enfoque profundamente autocrítico, luego de enfrentar la resistencia de la mayoría del secretariado del PC.
Paradójicamente, pese al éxito de la postura autocrítica en el XVI Congreso, al término de las deliberaciones, en noviembre de 1986, se alejó a Nadra del secretariado y de la Comisión Política del PC. Aunque se trató de una decisión consensuada del congreso, fue parte de una campaña de desprestigio en su contra. En una simplificación de la asignación de responsabilidades en el marco de la autocrítica, la nueva cúpula partidaria resaltó que Nadra había sido su figura más conocida y lo utilizó como chivo expiatorio. En este proceso, se difundieron versiones falsas sobre su accionar en las décadas anteriores, como una cena con el dictador Videla o reuniones privadas con otros funcionarios militares. Lo primero nunca se produjo. Lo segundo sí, en forma abierta y con riesgo para su integridad, siempre para reclamar, sobre todo en casos concretos y en las mismas guarniciones militares, por presos y desaparecidos.
También, durante la misma década de 1980, se lo acusó de apoyado la presidencia de Carlos Menem. Aunque Nadra tenía una buena relación personal con Menem, se reunió con él para plantearle críticas sobre el plan económico “Bunge y Born”, un posible indulto y la pena de muerte. De hecho, el expresidente intentó integrarlo a su gobierno con una designación como embajador en la Unión Soviética o Cuba y Nadra rechazó la oferta.
Esta reunión con Menem, sin embargo, fue el desencadenante para que el Comité Central del PC decidiera suspenderlo el 14 de marzo de 1989. Ante una sanción que consideraba infundada e injusta, en un clima enrarecido por las críticas, pero sin impulsar ninguna ruptura colectiva,  Nadra decidió renunciar al partido un año después. En su obra Por qué renuncié al Partido Comunista, el dirigente relata –con el apoyo de documentos propios y de la organización– su infructuosa lucha por modificar, desde dentro del propio PC, “el rumbo estalinista” que mantenía el partido. Este libro profundiza la crítica al rumbo y la metodología partidaria dominante que, junto a una fuerte autocrítica personal, había esbozado en su reconocida obra La Religión de los Ateos. Reflexiones sobre el estalinismo en el PC argentino.
Alejado del PC, Nadra recibió la oferta de Raúl Alfonsín para integrar la lista de constituyentes de la UCR para reforma de la Carta Magna argentina en 1994. Aunque no aceptó representar a un partido que no era marxista, Nadra fue asesor personal del expresidente durante la Asamblea Constituyente en Santa Fe.

## Fallecimiento
La renuncia al PC supuso un duro impacto sobre la salud de Fernando Nadra. A partir de ese momento comenzó a batallar contra un cáncer y falleció el 22 de agosto de 1995, a los 79 años. Muchas personalidades del arco político, social y cultural nacional e internacional acudieron a su entierro. Allí, aunque Nadra era ateo, su amigo Monseñor Justo Laguna –obispo emérito de Morón– encabezó una oración en su entierro. En ella destacó la comunión existente entre la moral y la cosmovisión socialista de Nadra, su compromiso con la justicia y el amor al hombre,  y la doctrina cristiana.

## Obras
- Visión de Cumbre, Poemas. Editorial Liberia, 1938.
- La herencia libertadora y pacifista de San Martin. Editorial Fundamentos, 1950.
- La crisis textil. Editorial Signo, 1953.
- El petróleo para los argentinos y la paz. Editorial Signo, 1955.
- El Plan Prebisch. Editorial Anteo, 1956.
- Egipto, Suez y el mundo árabe. Editorial Anteo, 1956.
- 10 preguntas sobre el petróleo. Editorial Anteo, 1959.
- Cuba, fragua revolucionaria. Editorial Anteo, 1960.
- Elecciones, golpe y democracia. Editorial Anteo, 1962.
- Problemas de la Propaganda Partidaria. Editorial Anteo, 1963.
- Por el camino de la Primera Internacional. Editorial Impulso, 1964.
- Diálogo entre católicos y marxistas (en colaboración). Editorial Diálogos, 1965.
- 9 de julio: ayer y hoy. Editorial Anteo, 1966.
- Las vías de la revolución. Editorial Polémica, 1968.
- ¿Qué pasó en Checoslovaquia? Editorial Polémica, 1968.
- Argentina, hoy, ¿Cuál es la salida? Editorial Anteo, 1970.
- Vigencia del leninismo (en colaboración). Editorial Anteo, 1970.
- Perón: hoy y ayer. Editorial Polémica y Voz Juvenil, 1971.
- Socialismo Nacional. Editorial Sílaba, 1974 (traducido a varios idiomas).
- Un año de gobierno peronista. Editorial Sílaba, 1974 (Traducido a varios idiomas).
- San Martin, hoy. Editorial Cartago, 1974 (traducido a varios idiomas).
- Reflexiones sobre el terrorismo. Editorial Aporte, 1976.
- Fraseología Política. Editorial Fundamentos, 1978.
- Estados Unidos, grandezas y miserias. Editorial Mundo Actual, 1978.
- Democracia y partidos políticos. Editorial Fundamentos, 1979.
- Cuba: la isla indómita. Editorial Fundamentos, 1979.
- El nuevo hombre soviético. Editorial Fundamentos, 1981.
- ¿Por qué el Frente, hoy? Acerca del Frente de Liberación Nacional y Social. Editorial Anteo, 1984.
- Conversaciones con Perón. Editorial Anteo, 1985.
- La religión de los ateos. Reflexiones sobre el estalinismo en el Partido Comunista Argentino. Editorial Punto Sur, 1989.
- Porqué renuncié al Partido Comunista. Edición del autor, 1990.
- La Utopía Posible. Corregidor, 1995.